# Jahia
Jahia est un logiciel de portail web, incluant un système de gestion de contenu, un  moteur de recherche, une gestion électronique des documents, et une suite collaborative.

## Présentation
Il est fondé sur le langage Java et distribué sous licence collaborative (concept de « contribuer ou payer »).  

## Fonctionnement
Le cœur de Jahia repose sur un serveur de gestion de contenu pour entreprise, en se fondant sur des frameworks et technologies open source répandus : persistance via Hibernate, interface utilisateur utilisant AJAX , import/export XML compatible avec la norme JSR 170 (Content repository API for Java), utilisant le moteur de recherche Apache Lucene, respectant les standards de portlets JSR 168, employant un serveur de cache, et supportant la gestion des métadonnées Dublin Core.

## Fonctionnalités
Jahia met à disposition des utilisateurs un système d'édition et de contribution en ligne (directement en front office), un support multi-langue pour le contenu et l'interface.
Jahia possède également au niveau de son fonctionnement un système de traitement des workflows de publication, une gestion multi-site avec support du clustering, met à disposition des portlets prêts à l'utilisation (forum de discussion, calendrier, etc.), supporte l'authentification unique (SSO) avec une connexion LDAP ou Active Directory, et dispose d'un serveur de gestion du cache pour améliorer les performances sous forte charge. 
C'est un système de gestion de contenu qui permet le Multi-positionnement (ou ubiquité) des contenus, ainsi que l'import/export sous format standardisé XML. 
C'est aussi une suite logicielle qui tend vers la gestion documentaire avancée (voir Roadmap du projet), et qui dispose d'une bibliothèque de gestion de documents.
C'est une solution qui est employée pour des Portails à forte volumétrie de gestion de contenu.

## Produits
- Jahia Digital Factory (anciennement JahiaxCM) : Socle commun à tous les produits Jahia
- Jahia Workspace Factory (anciennement Jahia Wise) : Partage de documents, collaboration et communautés sociales.
- Jahia Studio : outil de création d’expérience utilisateur permettant aux développeurs de travailler sur le même projet au même moment via un serveur d'intégration et/ou leur ordinateur[4].
- Private App Stores : Permet aux entreprises de stocker leurs développements sur une ou plusieurs forges[5].
- Form Factory : Création de formulaires avancés
- Marketing Factory : Plateforme de Marketing automation. Permet la generation de propect, la personnalisation des contenus selon le parcours utilisateur, Analytics, A/B testing, le Social Login, Connecteurs Salseforce, CMIS, Alfresco, Marketo, translation.com, DALIM, Elvis.

## Développement de la société
La société Jahia est née de la mort de la société Xo3, disparue durant la crise de la nouvelle économie des années 2000, à la suite de la reprise du produit par d'anciens salariés. 
Jahia fusionne avec Codeva pour donner Jahia solutions Group SA en mars 2005,.